# Bjarne Stroustrup
Bjarne Stroustrup (/ˈbjaːnə ˈstʁʌwˀstʁɔp/), né le 30 décembre 1950 à Aarhus, est un informaticien, écrivain et professeur de sciences informatiques danois. Il est connu pour être l'auteur du langage de programmation C++, l'un des plus utilisés dans le monde.

## Biographie
Stroustrup obtient une maîtrise en mathématiques et en sciences informatiques à l'université d'Aarhus en 1975. Il prépare ensuite un doctorat en informatique à l'université de Cambridge en Angleterre, qu'il obtient en 1979. Il part alors vivre dans le New Jersey aux États-Unis, où il travaille pour les laboratoires Bell jusqu'en 2002. Après avoir été professeur à l'université A&M du Texas aux États-Unis, où il était titulaire de la chaire de science informatique du collège d'ingénierie jusqu'en janvier 2014, il a été administrateur délégué chez Morgan Stanley à New York jusqu'en avril 2022. Il est professeur d'informatique à l'Université Columbia depuis. Il est fellow de l'ACM (1994) et de l'IEEE.

## Récompenses
- 1993 - Prix Grace Murray Hopper de l'ACM.
- 2004 - IEEE Computer Society 2004 Computer Entrepreneur Award.
- 2005 - William Procter Prize for Scientific Achievement.
- 2008 - Dr. Dobb's Excellence in Programming award.
- 2013 - Nommé docteur honoris causa à l'Université d'État en technologie de l'information, mécanique et optique de Saint-Pétersbourg ITMO.
- 2015 - Senior Dahl–Nygaard Prize, Fellow du Musée de l'histoire de l'ordinateur.
- 2017 - Médaille Faraday[4].
- 2018 - Prix Charles Stark Draper, et IEEE-CS Computer Pioneer Award.

## Œuvres écrites
- Bjarne Stroustrup, The C++ Programming Language, 4e édition, 2013, Addison-Wesley Professional,  (ISBN 978-0-321-56384-2)
- Bjarne Stroustrup, The Design and Evolution of C++, 1re édition, 1994, Addison-Wesley Pub Co.  (ISBN 0-201-54330-3)
- Bjarne Stroustrup et Margaret A. Ellis, The Annotated C++ Reference Manual, 1990, Addison-Wesley Pub Co.  (ISBN 0-201-51459-1)

Une liste exhaustive de ses ouvrages et de ses publications est également disponible sur son site personnel.